# النقل في ولاية الجزائر

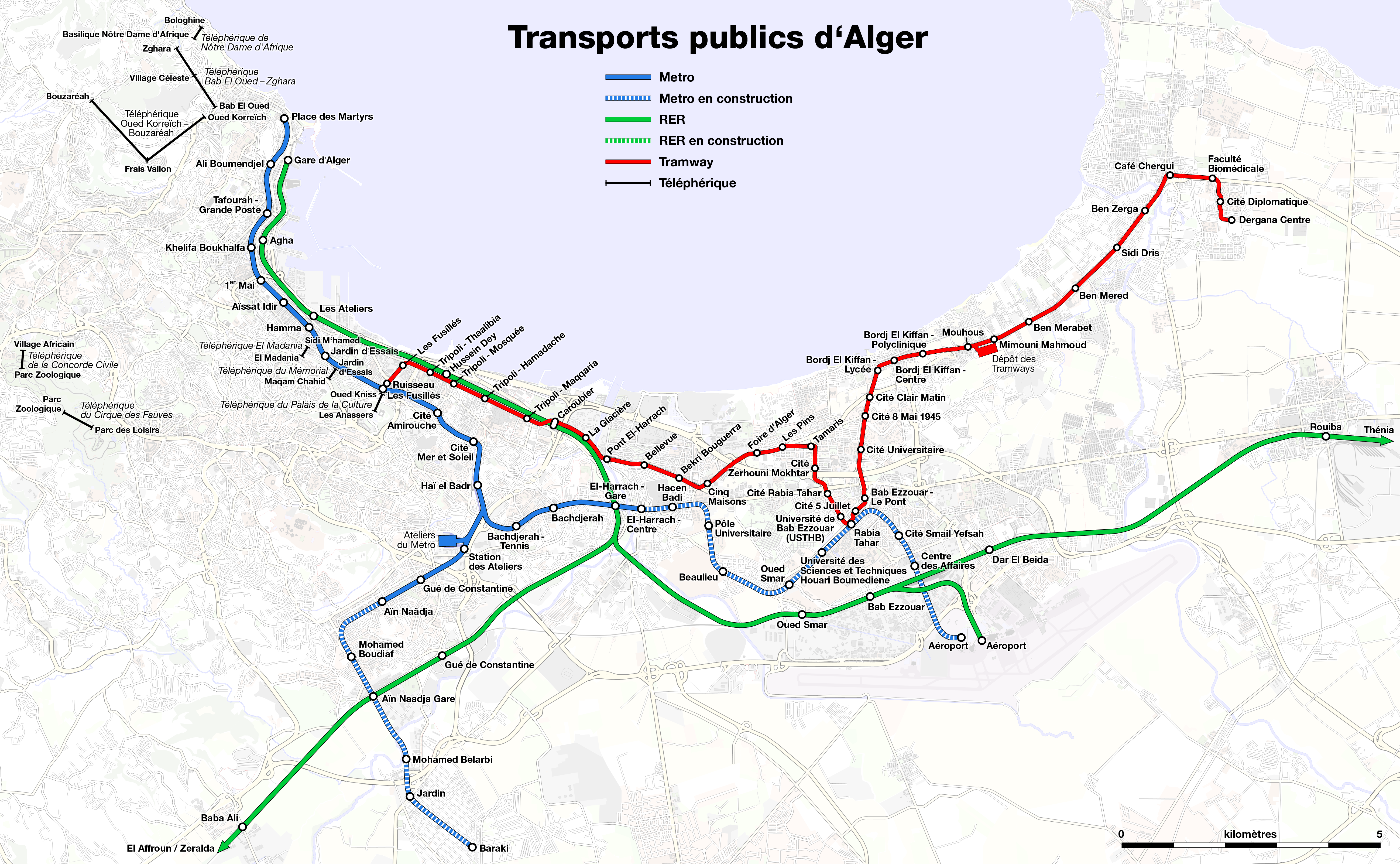
خريطة النقل العام في مدينة الجزائر وضواحيها عبر الميترو، القطارات، الترامواي والتيليفيريك.

النقل في ولاية الجزائر له أهمية كبيرة، فهي الولاية التي تضم عاصمة البلاد والمدينة الأكثر تعدادا بالسكان، ونقطة التقاء العديد من البنى التحتية التي تعتبر مفترق طرق (طرق سريعة، سكك حديدية...الخ)
نظرًا لكون الجزائر دولة مركزية، فالولاية تتمتع بأهمية وطنية ودولية باعتبارها البوابة الرئيسية وواجهة البلاد وأيضًا على المستوى المحلي نجد فيها تقريبًا جميع أنواع وسائل النقل.

## النقل العام
في ولاية الجزائر، يتم تنظيم شبكات النقل العام من قبل السلطة المنظمة للنقل الحضري لولاية الجزائر.

### شبكة سكك حديد ضاحية الجزائر
شبكة سكك حديد الضاحية لمدينة الجزائر هي شبكة سكك حديدية مكهربة للنقل العام تغطي مدينة الجزائر وضواحيها. تدار من قبل الشركة الوطنية للنقل بالسكك الحديدية مثل بقية خطوط السكك الحديدية في البلاد.

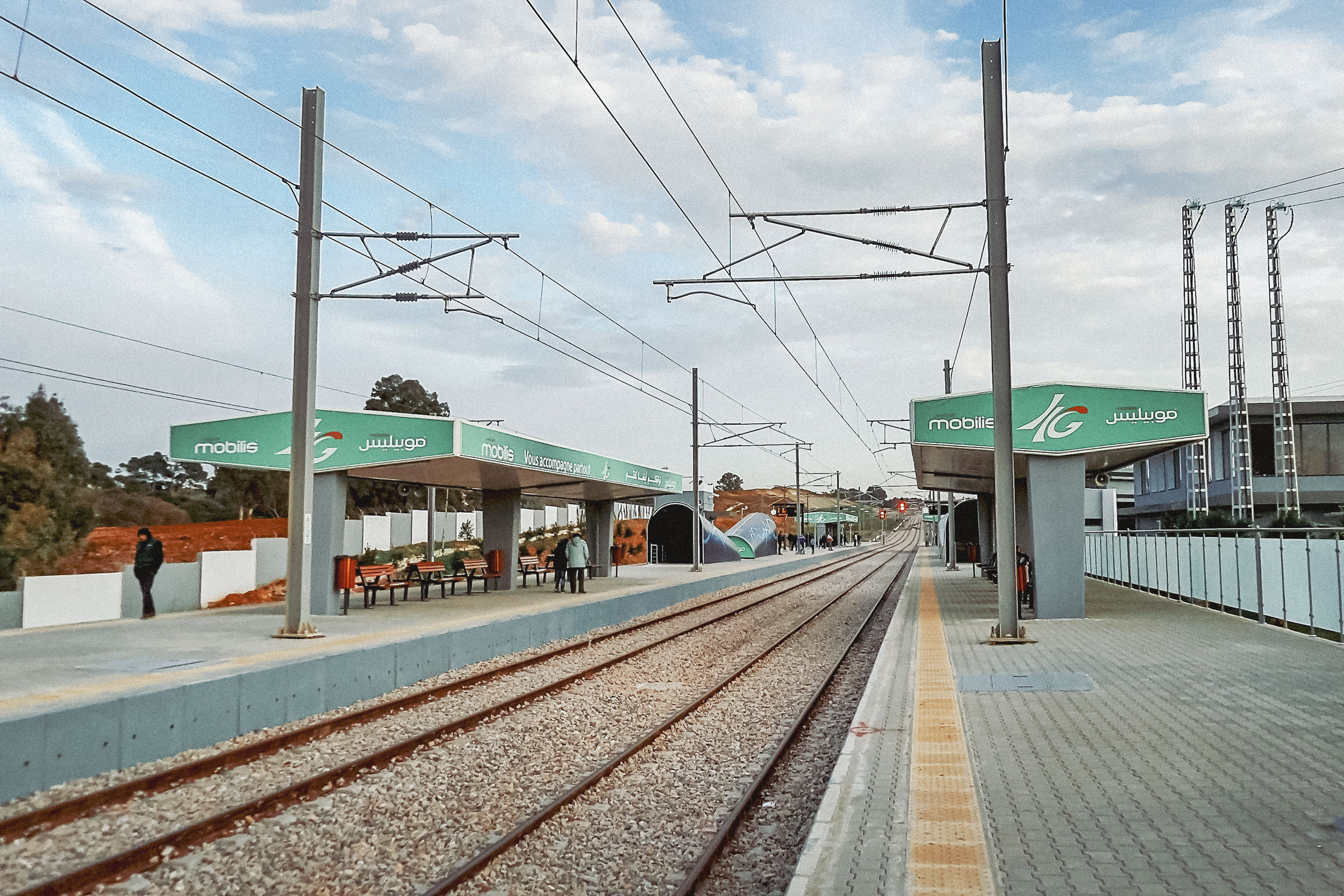
محطة قطارات الضاحية في زرالدة بالجزائر العاصمة

تتكون الشبكة من أربعة خطوط، وتحتوي على 33 محطة لمسافة 125,5 كيلومتر من المسارات. استعملها 32.6 مليون مسافر سنويا في عام 2015.

### المترو
مترو الجزائر العاصمة هي شبكة مترو أنفاق تخدم مدينة الجزائر العاصمة منذ عام 2011.
يعود تاريخ أول مشروع مترو في الجزائر العاصمة إلى عام 1928 لكنه لم ير النور. تم إطلاق مبادرة المترو الحالية في نهاية السبعينيات من أجل التعامل مع الانفجار الديموغرافي لمدينة الجزائر والحاجة الناتجة عن ذلك إلى وسائل النقل العام. تم إطلاق المشروع في الثمانينيات، وتباطأ تشييده بسبب الصعوبات المالية وانعدام الأمن في التسعينيات. أعيد إطلاق المشروع في عام 2003.
تم افتتاح القسم الأول سنة 2011 من خط 1 حي البدر - تفورة - البريد الكبير بطول 9,5 كلم ويضم عشر محطات. تمت توسعة الخط مرتين، في 4 يوليو 2015 عبر إضافة مقطع 4 كم باتجاه مركز الحراش وفي 9 أبريل 2018 قسمان، أحدهما 1.7 كم باتجاه ساحة الشهداء والآخر بطول 3.6 كم إلى عين نعجة.
هناك توسعات أخرى بطول إجمالي 15 km قيد الإنشاء باتجاه مطار هواري بومدين الدولي وبراقي.

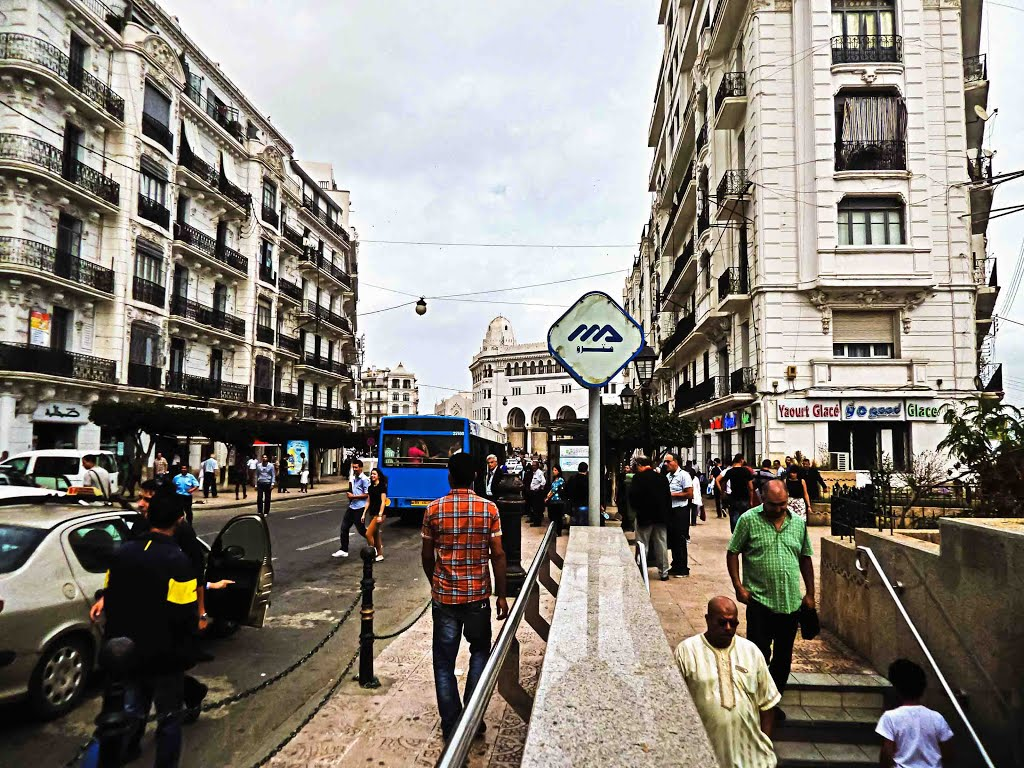
محطة المترو في البريد المركزي وسط الجزائر

### الترامواي
ترامواي الجزائر، هي شبكة قطارات من نوع ترامواي تغطي المنطقة الحضرية من الجزائر العاصمة. اعتبارًا من عام 2015، تضمنت خطًا بطول 23,2 كلم مع 38 محطة تربط حي المعدومين بدرقانة.
بدأ تشغيل مقطع أول بطول 7,2 كلم شرقي العاصمة يربط رج الكيفان بحي مختار زرهوني في 8 مايو 2011. ثم تم تمديده في 15 يونيو 2012 إلى محطة المعدومين متعددة الوسائط في وسط المدينة، مما يوفر ربطًا بينيًا مع المترو وخط التيليفريك. تم افتتاح قسم إضافي يمدد خط برج الكيفان شرقًا إلى مقهى شرقي في 22 أبريل 2014، قبل التمديد النهائي لست محطات إضافية إلى درقانة في 14 يونيو 2015.

صورة لترامواي الجزائر العاصمة

يتم تشغيل خط الترام الجزائرى من طرف شركة سيترام.

### الحافلات
ينقسم النقل بالحافلات، بين شركات النقل الخاصة التي تستخدم بشكل أساسي حافلات صغيرة مع أساطيل مكونة من عنصر واحد، ومن ناحية أخرى، ممؤسسة النقل الحضري وشبه الحضري لمدينة الجزائر (إيتوزا) التي تشغل 130 خطًا بأسطول مكون من 1000 حافلة، كما توفر خدمة معرفة مسار الحافلة والدفع عبر تطبيق إلكتروني أطلقته سنة 2022.

### النقل عبر خطوط الكابل المعلقة (التلفريك والتيليكابين)
نظرًا لتضاريس المدينة الجبلية، فإن النقل عبر العربات المعلقة مناسب لمدينة الجزائر العاصمة، والتي تعد أيضًا واحدة من المدن الرائدة في هذا النوع من النقل (تم افتتاح أول تلفريك في عام 1956) وواحدة من أكثرها تقدمًا في هذا المجال بأربعة خطوط من التلفريك و 2 من خطوط التيليكابين:

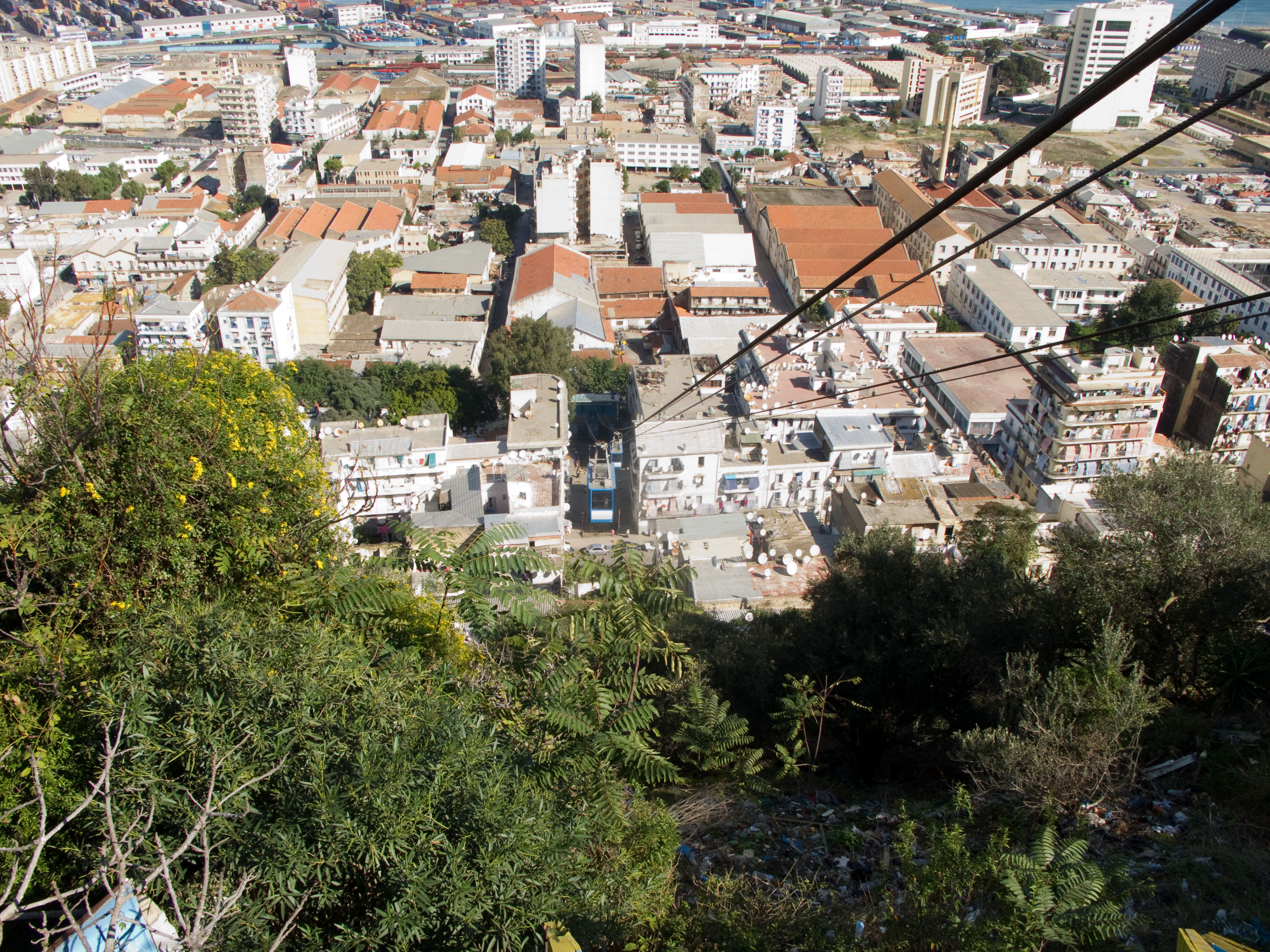
تلفريك حي المدنية في الجزائر العاصمة

- تلفريك المدنية: حي الحامة ( بلوزداد ) [48 م] ← حي ديار المحصول ( المدنية ) [131 م] - المسافة: 220 مترا.
- تلفريك مقام الشهيد: حديقة التجارب ( بلوزداد ) [32 م. ] ← مقام الشهيد [107 م] - المسافة: 260 متر.
- تلفريك قصر الثقافة: العناصر ( حسين داي ) [31 م. ] → قصر الثقافة [118 م] - المسافة: 368 مترا.
- تلفريك السيدة الإفريقية: بولوغين [5 م. ] → كنيسة السيدة الإفريقية [78 م] - المسافة: 250 متر.
- ساعة تريولي: واد قريش [60 م. ] → فري فالون [265 م. ] → بوزريعة [368 م.] - المسافة: 2925 مترا.
- تلفريك باب الواد: باب الواد [50 م. ] → قرية سيليست ( بوزريعة ) [230 م. ] → زغارة (بولوغين) [140 م] - المسافة: 2000 متر.

هناك مشاريع لإنشاء خطوط جديدة في:
- ساحة أول ماي [15 م] → المرادية [180 م] - المسافة 1200 متر.
- تافورة [10 م. ] → فندق الأوراسي (تاقارا) [130 م. ] → الأبيار [210 م] - المسافة: 1200 متر.

### النقل البحري الحضري
خط النقل الحضري البحري في مدينة الجزائر هي خدمة حافلات مائية تديرها شركة النقل البحري الجزائري. بدأ تشغيل الخط الأول في 4 أغسطس 2014 ليربط ميناء الجزائر بميناء الجميلة بميناء الصيد والمتعة (لا مادراج) بولاية الجزائر العاصمة. تم تمديد بعض الخطوط منذ عام 2016 إلى شرشال عبر تيبازة.

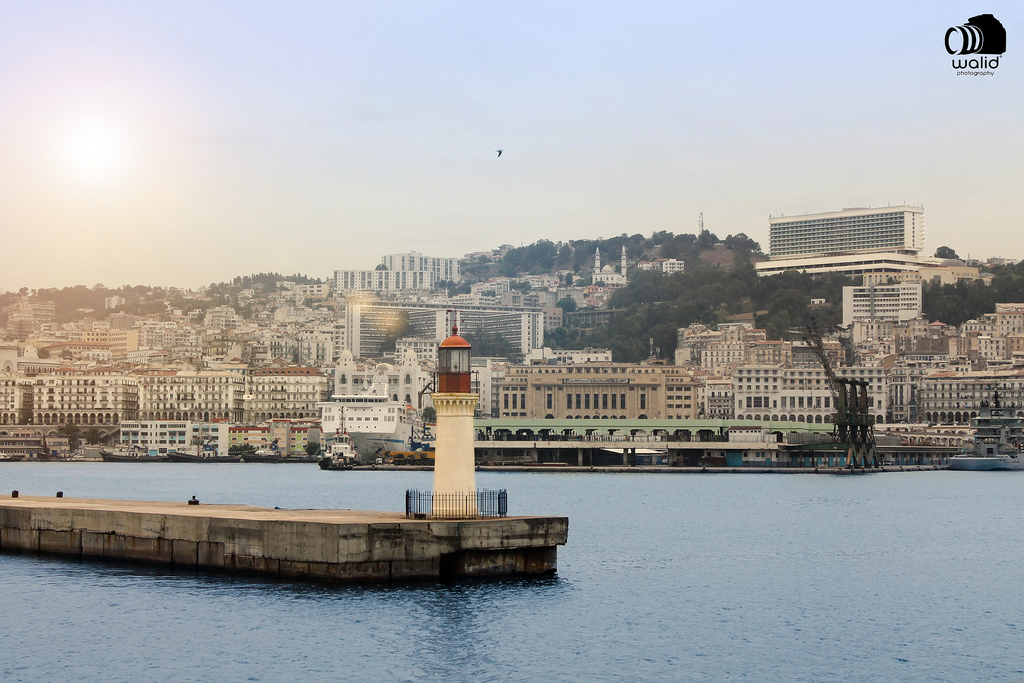
مدخل ميناء الجزائر

## المطار
مطار هواري بومدين الدولي (إياتا : ALG، إيكار :DAAG)، هو مطار جزائري يقع في مدينة دار البيضاء على بعد 16 كلم شرق الجزائر العاصمة.

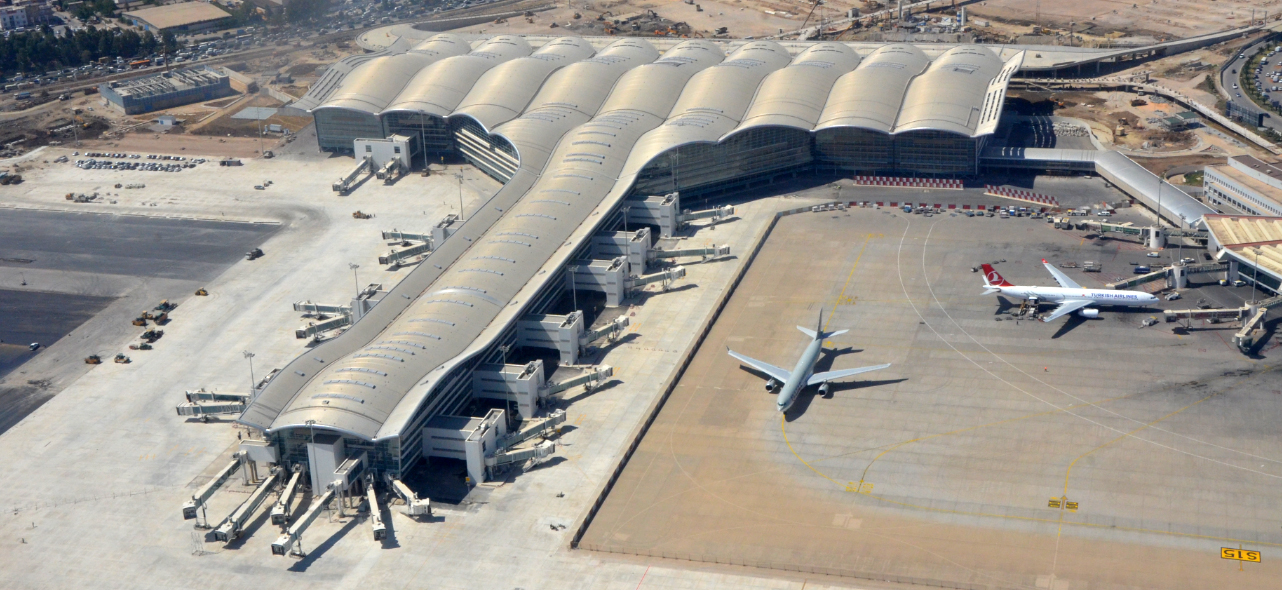
صورة للمحطة الجوية الغربية من مطار الجزائر

تبلغ طاقته الاستيعابية 22 مليون مسافر سنويًا، مما يجعله أول مطار أفريقي من حيث السعة، متقدمًا على جوهانسبرج (21 مليون مسافر سنويًا). من ناحية أخرى، من حيث حركة المرور، فقد احتل المرتبة الثامنة افريقيا في عام 2019، استقبل المطار حوالي 8 ملايين مسافر وأكثر من 350 ألف طن من الشحنات. يخدم مطار الجزائر العاصمة أكثر من 25 شركة طيران.
تم ربط المطار بشبكة القطارات ويضم محطة قطار خاصة به تقوم بإيصال المسافرين من وإلى المطار نحو مختلف المدن وأحياء العاصمة.

## الميناء
ميناء مدينة الجزائر هو ميناء بحري يمتد من منطقة الجزائر الوسطى إلى بلدية بلوزداد في الضاحية الصناعية للجزائر العاصمة. وهو من أكبر الموانئ في الجزائر.

## محطة القطار
محطة قطار الجزائر هي محطة سكة حديد جزائرية، تقع في مدينة الجزائر، عقرب الميناء والواجهة البحرية وقصبة الجزائر. يستقل سكان وسط المدينة الجزائريون والقصبة القطار من هذه المحطة للذهاب إلى نقاط أخرى في الجزائر العاصمة وبقية البلاد.

## محطة النقل البري للمسافرين
تقع محطة النقل البري للمسافرين في الجزائر العاصمة، والتي تحمل اسم محطة كبار المعطوبين في حرب التحرير، في خروبة ببلدية حسين داي. تدار شركة إدارة محطة الجزائر سوقرال.
- المحطة موصولة بالطريق الدائري الشمالي للجزائر العاصمة.
- لديها حركة مرور سنوية تبلغ 6 ملايين مسافر.
- تم تجهيز محطة الحافلات بمركز شرطة وعدد من المطاعم والمقاهي والأكشاك.

## الطرق السريعة
الطرق الدائرية للجزائر العاصمة
تتكون شبكة الطرق السريعة في الجزائر العاصمة من:
- الطريق الدائري الشمالي (الجزائر وسط - الدار البيضاء) 16 كلم.
- الطريق الدائري الشمالي - الدائري الجنوبي (المحمدية - واد وشايح) بطول 4 كلم.
- الطريق الدائري الشرقي (برج الكيفان - مطار الجزائر الدولي) بطول 4,5 كلم.
- الطريق الدائري الجنوبي (دواودة - الدار البيضاء) بطول 45,5 كلم.
- 2 الالتفافية الجنوبية (زرالدة - بودواو) بطول 68 كلم.
- الجزائر الغربية الالتفافية (الشراقة - تسالة المرجة) 16 كلم.